# ジェームズ・ルーズベルト
ジェームズ・ルーズベルト2世（James Roosevelt II, 1907年12月23日 - 1991年8月13日）は、アメリカ合衆国の軍人、政治家。第32代アメリカ合衆国大統領フランクリン・ルーズベルトの長男。

## 生い立ち
1907年、ニューヨーク、イーストサイド36丁目125番地 (125 East 36th Street) で生まれた。ポトマック・スクール、ワシントンD.C.のナショナル・カテドラル・スクール (National Cathedral School)、グロトン・スクールに通った。グロトンでは、ボートレース、サッカーをやり、4年次には監督生を務めた。1926年の卒業後はハーバード大学に進学し、ボートレースを続ける傍ら、父や父の従兄弟セオドア・ルーズベルトと同じくシグネット・ソサエティ、ハスティ・パディング・クラブ、フライ・クラブなどの学生組織に参加した。1930年にハーバード大学を卒業し、この際にクラスの終身出納係(permanent treasurer)に選出された。
その後、ボストン大学法科大学院に入学すると共にボストンの保険代理店ビクター・デ・ジェラード (Victor De Gerard) の保険販売員となった。この仕事が好調だったため、ルーズベルトはまもなくして大学院を辞めた。1932年、ジョン・A・サージェント (John A. Sargent) と提携し、保険代理店ルーズベルト&サージェント (Roosevelt & Sargent) を開業した。ルーズベルトは同社の社長として約50万ドルの財産を築いたが、1937年にはホワイトハウスでの仕事のため、半分の所有権を保持し、辞任した。

## 政治の世界へ
1924年、民主党全国大会に参加した。1928年、ハーバード大学の同級生達と民主党大統領候補アル・スミスを支援した。1932年、父フランクリンのマサチューセッツ州選挙陣営を率い、同年中に約200回もの占拠演説を実施した。フランクリンは予備選挙ではスミスに敗れたが、1932年アメリカ合衆国大統領選挙に勝利した。1933年に禁酒令の廃止のための憲法制定会議にはマサチューセッツ州代表として出席した。
ジェームズ・ルーズベルトはジョセフ・P・ケネディの愛弟子だった。1934年、禁止後のウイスキーの輸入市場を得るために、イギリスに向かう。海上保険の利益確保やナショナル・グレイン・イースト社事件（National Grain Yeast Corp. affair, 1933年 - 1935年）など、ルーズベルトによるいくつかの挑戦的な事業は、いずれもケネディによる支援を受けてのものだった。ナショナル・グレイン・イースト社は密造酒の製造販売に関与していると疑われており、当時の財務長官ヘンリー・モーゲンソウは同社の排除をジェームズに命じないのであれば職を辞するつもりであるとフランクリンを脅したという。また、ジェームズ・ルーズベルトもケネディの在英大使選出などに対する支援を行った。
1936年11月、同年の大統領選挙の直後、ジェームズはそれまで軍人として務めたことがなかったにもかかわらず海兵隊中佐に任命され、いくらかの論争を引き起こした。12月、ブエノスアイレスでのパン＝アメリカ会議に父フランクリンの軍事顧問として同行した。1937年1月6日、正式に大統領行政補佐（administrative assistant to the President）に任命された。1937年7月1日、大統領秘書に任命された。1937年10月には、18連邦機関担当ホワイトハウス調整官（White House coordinator for eighteen federal agencies）なる役職に就任した。
1936年4月、ルイス・ハウの死により、非公式に大統領秘書となった。
当時から父フランクリンの最も重要な相談相手とされ、『タイム』誌は、ジェームズが合衆国大統領補佐（Assistant President of the United States）とみなされる可能性を示唆した。
1938年7月、彼が保険会社に便宜を図ろうと政治的立場を悪用していたという申し立てがあった。これを受けてルーズベルトは所得税の確定申告を公表し、NBCの放送と『Collier's』誌の記事でこの申し立てを否定した。この事件が『サタデー・イブニング・ポスト』紙のアルバ・ジョンストンにより報じられた後、「Jimmy's Got It」事件という通称で広く知られた。1938年11月、ホワイトハウスを辞職する。

## ハリウッド
その後、ハリウッドに引っ越して映画プロデューサーのサミュエル・ゴールドウィンの下で週給750ドルを受ける経営補佐となり、1940年11月までそこで働いた。1939年にペニー・アーケード用の短編映画制作会社グローブ・プロダクションズ社(Globe Productions)を設立するが、1944年にはルーズベルトのアメリカ海兵隊入隊のために売却されている。ルーズベルトは同社において映画『Pot o' Gold』の製作に関わったほか、英国映画『Pastor Hall』の配給を行った。
ハリウッドにいる間、ルーズベルトは映画界の大御所ジョセフ・M・シェンクと密接に関わるようになった。ルーズベルトはシェンクに対して民主党からの資金援助を行わせており、また逆にシェンクから映画の資金を借りることもあった。彼が投獄されると、父フランクリンを通じて恩赦を行わせようとしたが、再びヘンリー・モーゲンソウが反対した。後にルーズベルトはこの件について「"Stories appeared that I was mixed up with Mafia mobsters."」と書いている。

## 軍歴

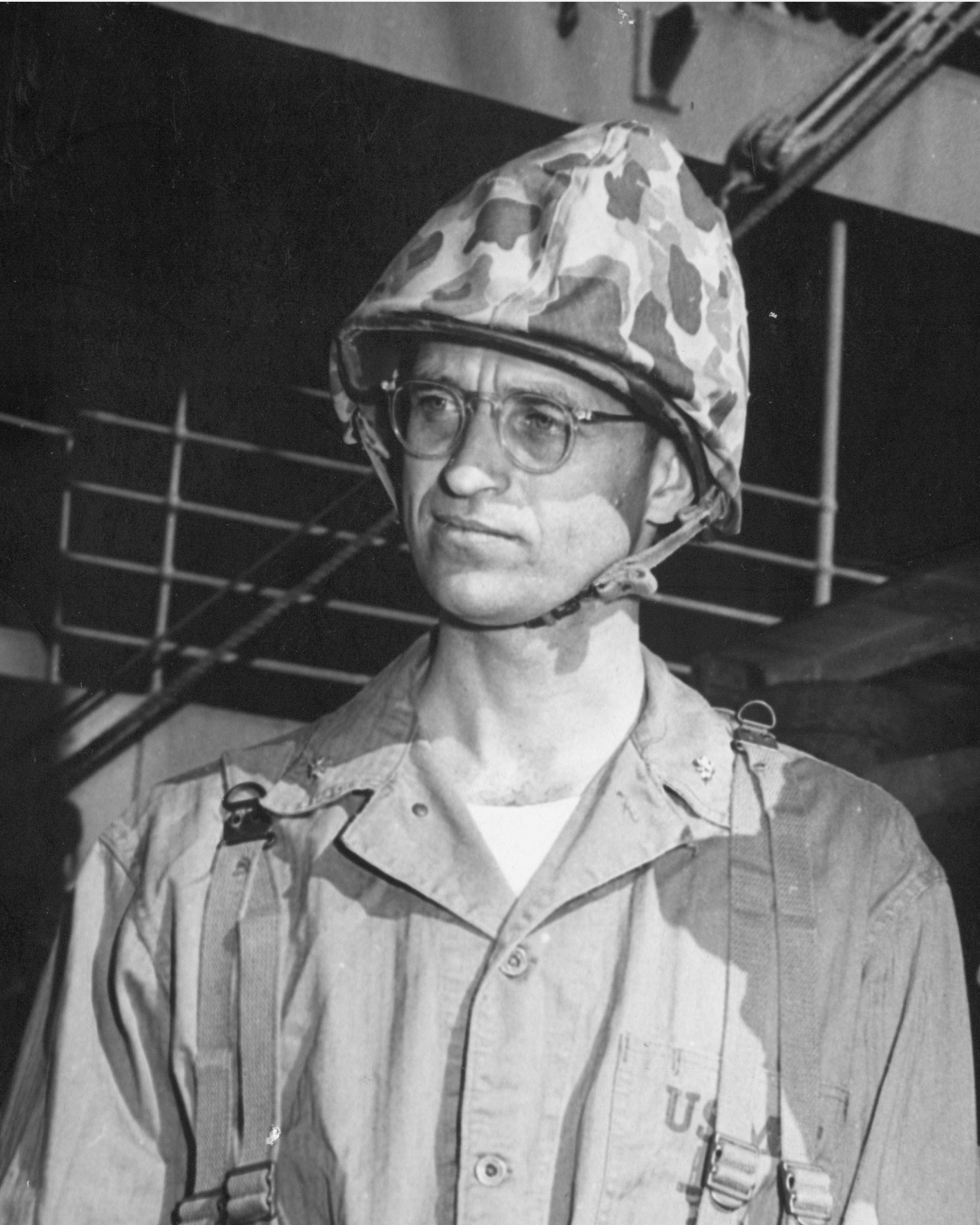
第二次世界大戦中のルーズベルト中佐

第二次世界大戦勃発後の1939年10月、ルーズベルトは1936年に与えられた海兵隊中佐の職を辞した後、改めて海兵隊予備役大尉に任官し、1940年11月に現役へ編入された。
1941年4月、フランクリン・ルーズベルト大統領は来るべき米国参戦へ向けた外交上の根回しのため、ジェームズ・ルーズベルトに対し秘密裏に外交使節として世界各国を訪問するよう命じた。この任務において、ジェームズは蔣介石、ファールーク1世、ゲオルギオス2世などに面会した。この途中、クレタ島とイラクでドイツ空軍による爆撃に遭遇している。ガンビアのバンジュールではイギリスのルイス・マウントバッテンと行動を共にした。彼らはルーズベルト大統領とウィンストン・チャーチル英首相が非常に関心を寄せていたアフリカ向け空輸の状況について報告した。

1941年8月、ウィリアム・ドノバン長官の情報調査局(OCI)に採用され、情報調整員の1人となる
日本海軍による真珠湾攻撃の後、ルーズベルトは前線への従軍を希望した。こうして海兵隊の特殊部隊マリーン・レイダースに移ることとなり、エヴァンス・カールソン率いる第2大隊に副大隊長として配属された。カールソンはかつてウォームスプリングのフランクリン・ルーズベルト邸で護衛および警備のために駐在する海兵分遣隊の指揮官を務めていた将校で、ジェームズとも親しい間柄であった。
健康上の問題にもかかわらず、ルーズベルトは第2大隊の一員としてミッドウェーの戦いやマキン奇襲に従軍し、海軍十字章を受章した。その後、第4大隊長に任命されたが1943年2月には傷病兵として送還される。以後は終戦まで主に参謀職を勤めていくこととなった。1943年11月、マキンの戦いでは陸軍部隊に同行し、後に陸軍から銀星章を授与されている。1945年10月、大佐の階級で復員して海兵隊予備役に再び編入され、1959年10月1日に准将の階級で退役した。
扁平足に苦しんでいたため、標準的な海兵用長靴ではなくスニーカーの着用を許可されていた。

### 受章
|             |             |                                                       |
| Bronze star |             | Bronze star · Bronze star · Bronze star · Bronze star |
|             | Bronze star | Gold star                                             |

| 1段目 | 海軍十字章                 | 海軍十字章                 | 海軍十字章                 | 海軍十字章         | 海軍十字章         | 銀星章             | 銀星章                     | 銀星章                     | 銀星章                     | 銀星章 |
| 2段目 | アメリカ防衛従軍記章基地章 | アメリカ防衛従軍記章基地章 | アメリカ防衛従軍記章基地章 | アメリカ従軍記章   | アメリカ従軍記章   | アメリカ従軍記章   | アジア・太平洋戦線記念記章 | アジア・太平洋戦線記念記章 | アジア・太平洋戦線記念記章 |        |
| 3段目 | 第二次世界大戦戦勝記念章   | 第二次世界大戦戦勝記念章   | 第二次世界大戦戦勝記念章   | 海兵隊予備役リボン | 海兵隊予備役リボン | 海兵隊予備役リボン | フィリピン解放記章         | フィリピン解放記章         | フィリピン解放記章         |        |

## 戦後
第二次世界大戦後はカリフォルニア州に暮らした。そしてルーズベルト&サージェント社に執行役副社長 (executive vice president) の肩書で復帰した後、ロサンゼルスに同社事務所を開いた。1946年には同社の後身にあたるルーズベルト&ヘインズ社 (Roosevelt and Haines) の取締役会会長に就任した。その後、ルーズベルト&カンパニー (Roosevelt and Company, Inc) の社長を務めた。
1946年7月21日、カリフォルニア州民主党中央委員会委員長に就任した。また、この頃にラジオで毎日放送される政治評論番組の製作にも着手している。彼は弟のエリオットと同様、1948年大統領選挙に向けた民主党側候補者として、人気が低迷していた現職のハリー・S・トルーマン大統領ではなく、戦争の英雄として国民的人気を誇ったドワイト・D・アイゼンハワー将軍を推薦しようと考えていた。しかし結局アイゼンハワーがこれを拒否したことでトルーマンが候補となり、ルーズベルトは8月8日に州中央委員会委員長を辞任している。なお、民主党全国委員としては1952年まで残留した。
1950年、民主党からカリフォルニア州知事選に出馬したが、現職のアール・ウォーレン知事にほぼ30％差で敗れた。
1954年、カリフォルニア州第26議員選挙区から下院議員に選出された。この職にある間、彼は2番目の妻ロメル・シュナイダーとの離婚を取り巻くスキャンダルに苦しみ、その中で数々の不倫を認めることを余儀なくされた。彼はジョセフ・マッカーシー上院議員を非難した最初の政治家の1人であり、下院非米活動委員会の資金充当に反対票を投じた唯一の下院議員でもある。
1965年4月、ロサンゼルス市長に立候補したが、現職サム・ヨーティに敗れた。
1965年10月、リンドン・ジョンソン大統領から国際連合教育科学文化機関 (UNESCO) への使節に任命されたため、6期目で議会を辞任する。1966年12月、スイス・ジュネーブに所在する投資家海外サービス社(Investors Overseas Service, IOS)の幹部となるためにUNESCO使節を辞任。
当時、IOS社は数々の不正事件に付いて証券取引委員会による海外企業への同時調査の対象となっていた。この頃、ジェームズが3番目の妻アイリーン・オーウェンズにより、彼が保有していた海兵隊の戦闘ナイフで8度刺されるという事件が起こっている。ロバート・ヴェスコがバーナード・コーンフェルドからIOS社の支配を奪いおよそ2億ドルの資金と共に逃亡した時、ルーズベルトはヴェスコの元に滞在していたという。ルーズベルトは後にこの事件に触れて「1971年、私は何が起こっているのかすぐに状況を理解したので職を辞したのだ」と述べている。しかし、この事件のためにルーズベルトらはアメリカ政府による起訴を受け、スイスによる逮捕状も発行された。起訴が取下げられた後、ルーズベルトはカリフォルニア州に戻り、以後はニューポートビーチに暮らした。彼はリチャード・ニクソン政権とも密接な関係を保ち、またニクソン大統領の個人的な友人であり続けた。
ルーズベルトは自由民主主義の支持者だったが、ニクソンのために共和党員となり、1972年の大統領選でもニクソン再選のために公的な立場から支援を行なった。また、1980年および1984年にはロナルド・レーガンの支援を行なった。
著書に『Affectionately, FDR』（1959年、シドニー・シャレット共著）、『My Parents, a Differing View』（1976年、ビル・リビー共著）がある。後者は父フランクリンの夫婦問題を題材とした弟エリオットの著書『An Untold Story』への反論の一部として書かれたものである。そのほか、小説『A Family Matter』（1979年、サム・トペロフ共著）を著したほか、1962年に出版された『The Liberal Papers』の編集にも携わった。
1980年代、ルーズベルトが設立した非営利団体社会保障および医療保障維持のための全国委員会(National Committee to Preserve Social Security and Medicare, NCPSSM)および関連の政治行動委員会が、疑わしい資金の動きについて歳入に関する米国下院委員会から、郵便詐欺の疑いについてアメリカ合衆国郵便公社からの調査を受けた。NCPSSMでは「社会保障や医療体制は財政危機にある」という主張が書かれたダイレクトメールを用いて高齢者からの集金を図っていたのである。また、彼らは政府とは無関係であるにもかかわらず、自分たちの組織に収入に関する社会保障明細書を提供するように求めていた。
1991年、脳梗塞とパーキンソン病に起因する合併症によりニューポートビーチで死亡した。

## 家族
最初の結婚相手は慈善家ベッツィ・クッシング（1908年 — 1998年）である。彼女は著名な外科医ハーヴェイ・ウィリアムス・クッシングの娘であった。1940年に離婚するまでに2人の娘をもうけている。翌年、看護婦ロメル・テレサ・シュナイダー（Romelle Theresa Schneider, 1915年 - 2002年）と結婚し、2人の息子と1人の息子をもうける。1956年に受付係グラディス・アイリーン・オーウェンズ（Gladys Irene Owens, 1917年頃 - 1987年）と結婚し、1人の息子をもうける。1969年には息子デルの教師だったメアリー・ウィンスキル（Mary Winskill）と結婚し、1人の娘をもうけた。
子供
- サラ・デラノ・ルーズベルト（英語版）（Sara Delano Roosevelt, 1932年3月13日生 - 2021年10月22日）
- ケイト・ルーズベルト（Kate Roosevelt, 1936年2月16日生）
- ジェームズ・ルーズベルト三世（英語版）（James Roosevelt III, 1945年11月9日生）
- マイケル・アンソニー・ルーズベルト（Michael Anthony Roosevelt, 1946年12月7日生）
- アンナ・エレノア・ルーズベルト（Anna Eleanor Roosevelt, 1948年1月10生）
- ホール・デラノ・"デル"・ルーズベルト（Hall Delano "Del" Roosevelt, 1959年6月27日年生）
- レベッカ・メアリー・ルーズベルト（Rebecca Mary Roosevelt, 1971年4月12日生）